# Oghouzes
Pour les articles homonymes, voir Turcomans.
 (novembre 2010).
Si vous disposez d'ouvrages ou d'articles de référence ou si vous connaissez des sites web de qualité traitant du thème abordé ici, merci de compléter l'article en donnant les références utiles à sa vérifiabilité et en les liant à la section « Notes et références ».

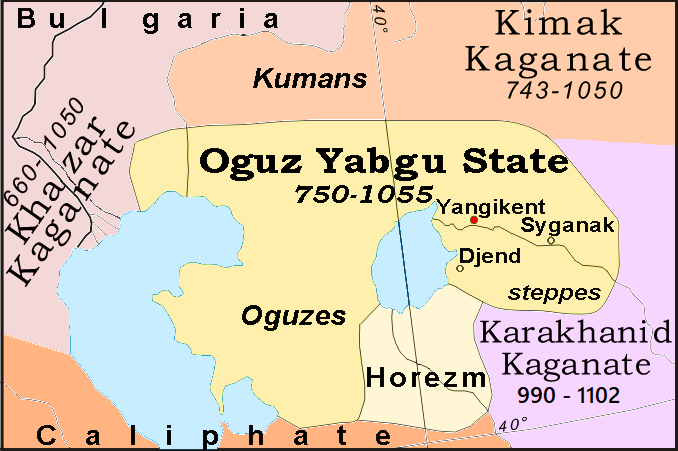
État d'Oghouze-Yabgou situé dans l'actuel Kazakhstan, 750-1055.

Distribution majeure des Oghouzes (2021) : Turquie, Azerbaïdjan et Turkménistan sont les trois pays à majorité oghouze.

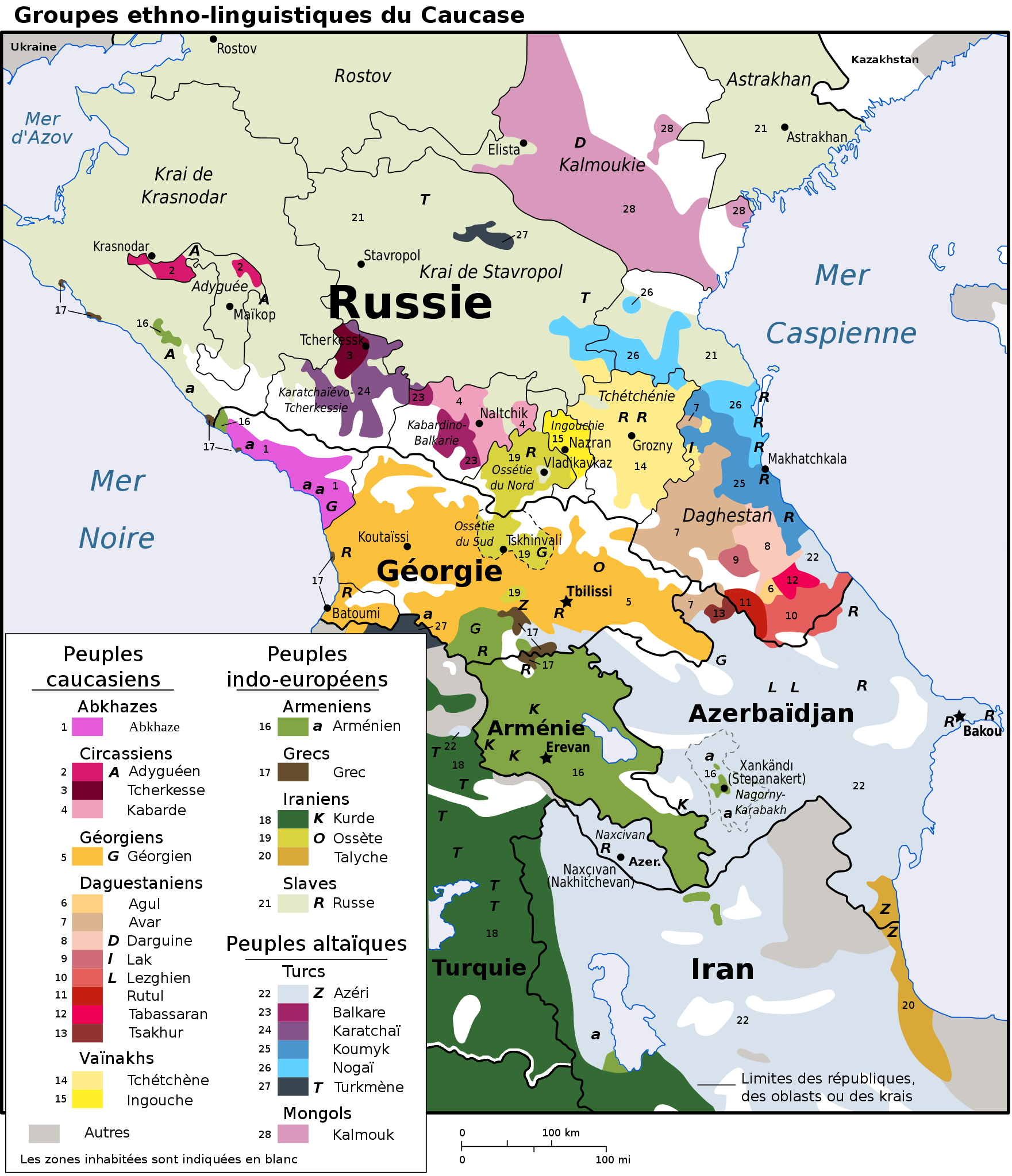
Ethnies et langues au Caucase.

Les Oghouzes (Oğuzlar) furent un royaume dirigé par la maison princière éponyme. Situé au nord de la mer d'Aral dans l'actuel Kazakhstan. Lors de la migration des Turcs aux Xe et XIIe siècles, ils firent partie des Turcs de la région de la mer Caspienne qui migrèrent vers le sud et l'ouest en direction de l'Asie occidentale et de l’Europe orientale, et non vers l’Est en direction de la Sibérie.
Ils sont considérés comme les ancêtres des Turcs occidentaux modernes : Azéris, Turcs de Turquie, Turkmènes, Kachkaïs, Turcs du Khorassan et Gagaouzes (vieux turc : Gök Oğuz : Oghouzes bleus ou célestes), dont les effectifs combinés dépassent les cent millions.

## Histoire
Les plus anciennes traces écrites connues à ce jour du terme Oghouze, qui dériverait de ok, « flèche », et houze, «maison», datent du VIIe siècle, dans les inscriptions de l'Orkhon en vieux-turc (sous la forme du royaume des Altı Oğuz, « les Six Oghouzes ») sur les bords du fleuve Ienisseï en Mongolie. Elles indiquaient que six familles aristocratiques s’étaient intégrées et avaient formé un royaume turc appelé Oghouze. Cependant, des sources antérieures comme celles des Chinois mentionnent un royaume appelé O-kut et datant du IIe siècle av. J.-C. dans la région centre-asiatique de Tabargatay-Kobdo dans une région aujourd'hui à cheval entre l'est du Kazakhstan avec Tarbagataï (Tabargatay) avec Khovd (Kobdo) à l'Ouest de la Mongolie et le nord-ouest de la Chine intermédiaire, trois régions aujourd'hui habitées par des Turcs kazakhs, autour de l'Altaï.
Le nom Oghouze pourrait être simplement un pluriel ancien de ok, flèche, à comparer avec le nom des Hongrois (on ogur : dix flèches) et celui des peuples voisins des anciens Égyptiens (pdjt 9 : les neuf arcs). Les Mongols utilisent également le terme de Sum (flèche) (ou Sumu en Mongolie Intérieure) pour désigner les plus petites subdivisions administratives correspondant à des ulus (peuples-état), en dessous des bannières (khoshuu, également utilisés sous le nom de kojuun à Touva et autrefois à l'Est du Kazakhstan) et des ligues aïmag qui sont des royaumes, officialisées avec le régime des ligues et bannières de la dynastie Qing. Il exista aussi des royaumes nommées Sekiz Oğuz (« les Huit Oghouzes ») et Dokuz Oğuz (« les Neuf Oghouzes »). Le berceau des Oghouzes, comme d’autres Turcs pendant la période des Köktürks, semble avoir été la région des monts Altaï et le sud de la Sibérie.
Ils furent les principaux dirigeants de l'empire des Köktürks aux VIe et VIIe siècles et établirent également l’État des Oghouzes yabgu (yabgu est un titre princier), en 750, en Asie centrale, qui s’écroula en l’an 1055. Ils fondèrent bientôt au XIe siècle l’Empire seldjoukide qui fut le deuxième empire turco-musulman (les Ghaznévides de la fin du Xe siècle furent les premiers princes turco-musulmans) en Asie centrale et au Moyen-Orient.
Du VIIIe siècle au XIe siècle, ils habitèrent la région située entre la mer Caspienne et la mer d'Aral en Asie centrale. L'historien arabe Ibn al-Athir (1160-1233) déclare que les Oghouzes sont arrivés dans cette région (la Transoxiane) sous le règne du calife al-Mahdi (775-785). Ils se composaient de vingt-quatre (ou quelquefois vingt-deux) ulus (peuple état), dont la légende est la suivante.
Le roi fondateur Oğuz Han (Oghuz Khan) eut, d’une première épouse, trois fils appelés Gün (soleil), Ay (lune) et Yıldız (étoile) et, d’une seconde épouse, trois autres fils du nom de Gök (ciel), Dağ (montagne) et Deniz (mer). Chacun de ces six fils eut lui-même quatre fils, d’où les vingt-quatre maisons aristocratiques.
Celles descendant des trois aînés sont les maisons Bozok ou Bozoklar (« flèche grise », -lar, -ler est la marque du pluriel moderne), celles issues des trois cadets, les maisons Üçok ou Üçoklar (« trois flèches »). Chaque groupe de quatre dynasties princière issu d’un des six fils a son ongun ou totem, un oiseau de proie ; chaque maisons aristocratique a son tamga ou sceau pour le marquage du bétail.
Bozok :
- Issues de Gün Han (totem : buse variable) : Kayı, Bayat, Alka Evli, Kara Evli.
- Issues de Ay Han (totem : aigle ravisseur) : Yazır, Dodurga, Döğer, Yaparlu.
- Issues de Yıldız Han (totem : aigle impérial) : Afşar, Begdili, Kızık, Kargın.

Üçok :
- Issues de Gök Han (totem : faucon gerfaut) : Bayındır, Peçenek, Çavuldur, Çepnî.
- Issues de Dağ Han (totem : faucon hobereau) : Salur, Eymur, Ala Yundlu, Yüreğir.
- Issues de Deniz Han (totem : autour des palombes) : İğdir, Büğdüz, Yıva, Kınık.

La littérature des Oghouzes comprend le célèbre Livre de Dede Korkut (« Livre du grand-père Korkut ») qui fut l’œuvre littéraire de l'année 2000 pour l’UNESCO, ainsi que les épopées Oghuz-nama et Koroglu qui font partie de l’histoire littéraire des Azéris, des Turcs de Turquie et des Turkmènes. Selon Lev Gumilev, dans son ouvrage intitulé 1000 ans autour de la Caspienne, les Oghouzes étaient d’un type anthropologique caucasoïde.
Les dynasties établies en Perse et se réclamant des Oghouzes comprennent les Seldjoukides, les Atabeys, les Aq Qoyunlu, les Qara Qoyunlu, les Séfévides, les Afcharides et les Qadjars ; en Anatolie (Turquie), les Oghouzes fondèrent l’Empire ottoman.
En particulier, les Seldjoukides (Selçukoğulları en turc) se rattachent aux Kınık, issue de la maison aristocratique des Üçok, tandis que les Ottomans (Osmanoğulları en turc) se rattachent aux Kayı, qui sont les aînée des Bozok. Les Petchenègues sont les Peçenek issus de  Gök Han et les Afcharides se réclamaient des Afşar (mot lié à av, chasse) issus de Yıldız Han. Les Qara Qoyunlu disaient descendre des Yıva, issus de Deniz Han, et les Aq Qoyunlu des Bayındır, issus de Gök Han.